# Joachim Georg Darjes

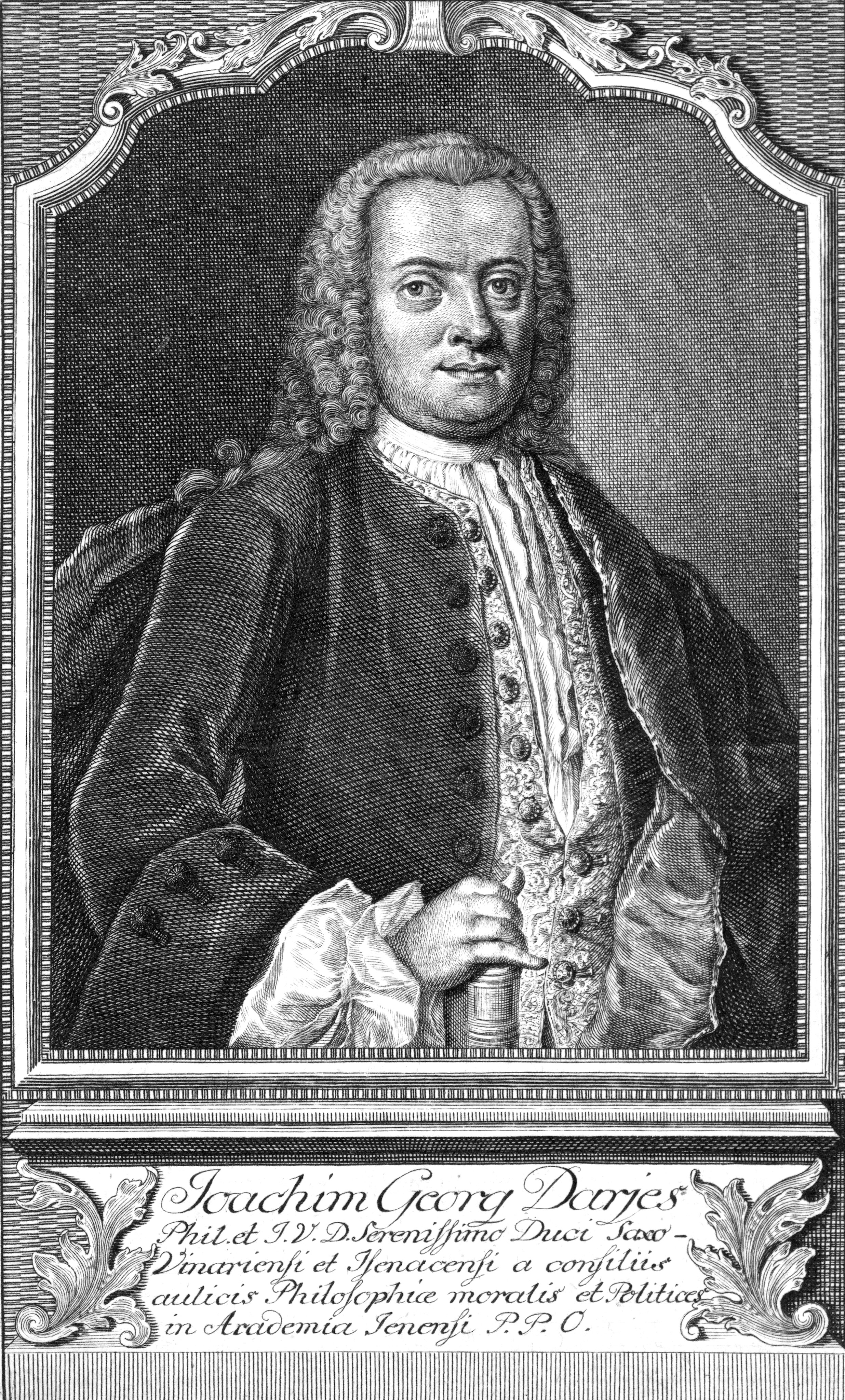
Joachim Georg Darjes

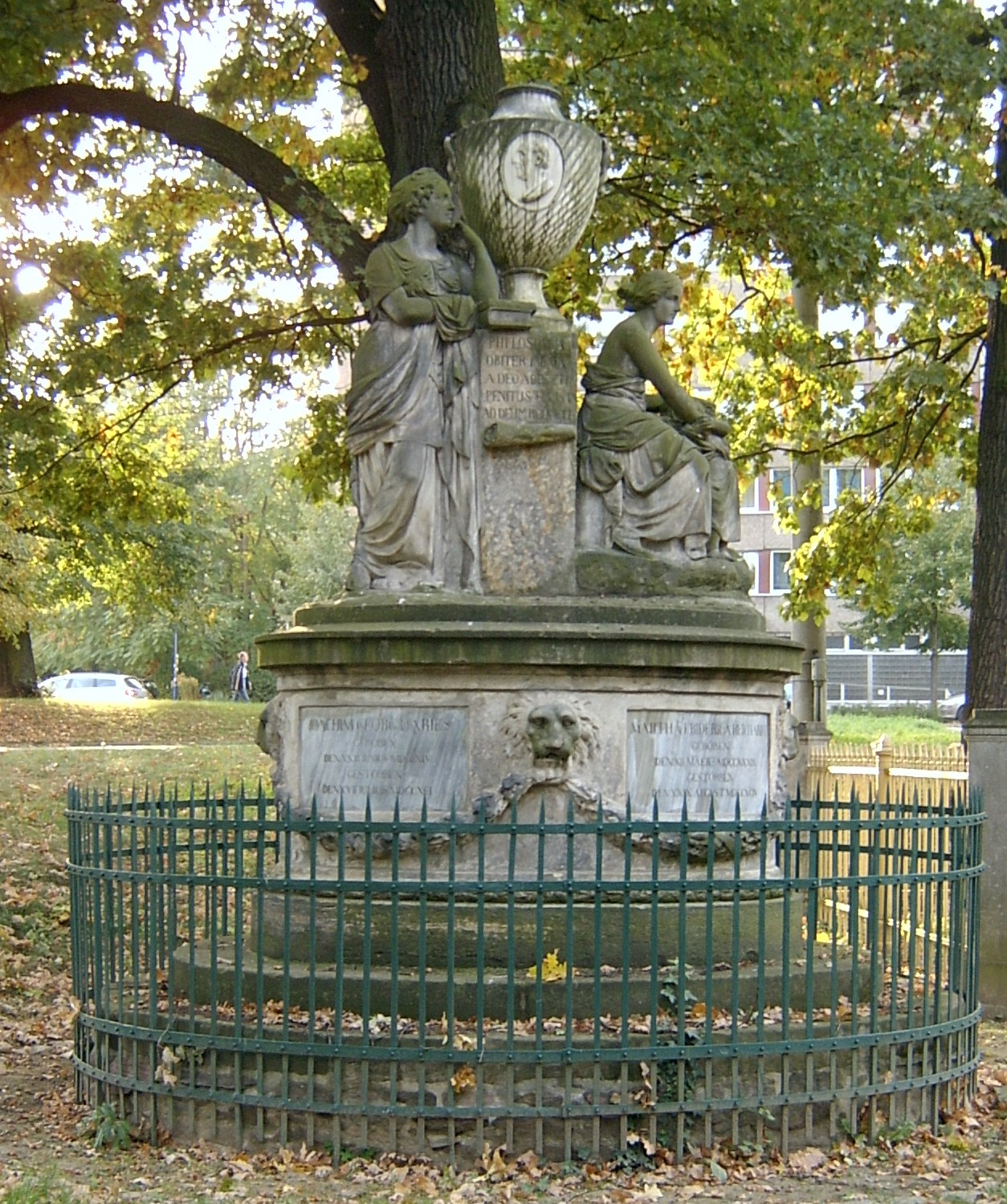
Grabmal von Joachim Georg Darjes und seiner Frau Marta Friderica Reichardt

Joachim Georg Darjes (auch: Daries; * 23. Juni 1714 in Güstrow; † 17. Juli 1791 in Frankfurt (Oder)) war ein lutherischer Pfarrer, sowie Jurist, Philosoph, Ökonom und Aufklärer sowie Universitätslehrer.

## Leben und Wirken
Joachim Georg wurde als Sohn des Predigers in der Marienkirche zu Güstrow, Joachim Darjes und dessen Frau Elisabeth, als Zwillingskind geboren. Seine Mutter verstarb an den Folgen der Geburt.
Der Name Darjes wurde von seinem Ururgroßvater latinisiert von ursprünglich „von Bock“ in „Darjes“ (von = de bzw. d' und (Schaf-)Bock = aries).
Darjes studierte 1730 in Rostock Theologie und Philosophie, ab 1731 in Jena Philosophie, Mathematik und Kirchengeschichte. Im Jahre 1735 erhielt er den Magistergrad der Theologie und begann seine Lehrtätigkeit an der Universität Jena.
Das ohne sein Wissen veröffentlichte Traktat im Sinne der Aufklärung De pluralitate personarum in Deitate ex solis rationis principiis demonstrata, eine Hypothese zur Untersuchung, ob es möglich sei, die Lehre der Dreieinigkeit auf dem Weg der Philosophie zu erklären, brachte ihn in große Schwierigkeiten, da man ihm vorwarf ein Atheist zu sein. Umso leichter fiel ihm der Schritt, von einer Laufbahn als Theologe Abschied zu nehmen und sich anderen Wissensgebieten zuzuwenden.
Im Jahr 1739 wurde er Doktor der Jurisprudenz. Er fühlte sich in der Tradition von Hugo Grotius und Samuel von Pufendorf dem römischen Recht verpflichtet. Als Schüler Christian Wolffs war er dem säkularen Naturrecht, dem späten Vernunftrecht verhaftet. 1748 entwickelte er zudem Bestrebungen, ein „allgemeines teutsches Gesetzbuch“ auszuarbeiten und schuf auf seinem Entwurf zum Corpus iuris reconcinnatum aufbauend, die Institutiones Jurisprudentiae Romano-Germanicae.
1744 wurde er als Hofrat Professor für Moral und Politik, sein Förderer war Herzog Ernst August von Sachsen-Weimar. Im Jahre 1757 heiratete er, der bereits verwitwet war, Marta Friderica Reichardt (1739–1794). In den Sommersemestern 1748, 1756 war er Prorektor der Universität Jena. Dann folgte er dem Ruf Friedrich II. und wechselte 1763 an die Viadrina.
An der Frankfurter Universität führte er die Kameralwissenschaft ein und gründete 1766 die Königlich gelehrte Gesellschaft zum Nutzen der Wissenschaften und Künste. Bereits 1772 war er zum Rektor der Universität aufgestiegen. Im Jahre 1786 erhielt er anlässlich seiner fünfzigjährigen Lehrtätigkeit die goldene Medaille des Berliner Künstlers Abraham Abramson verliehen. Sein Lebensprinzip: „Via ad veritam – Pietatis monumentum“ spiegelte sich in dieser Auszeichnung wider, da er, obgleich kein Theologe mehr, doch stets ein religiöses Leben geführt hatte.
Darjes war Mitglied der Freimaurerloge Zu den drei Rosen und zeitweilig deren Meister vom Stuhl.
Als er am 17. Juli 1791 an Fieber starb, war seine Frau eine der ersten Witwen eines Universitätsdozenten in Preußen, welcher eine jährliche Pension ausbezahlt wurde.

## Werke

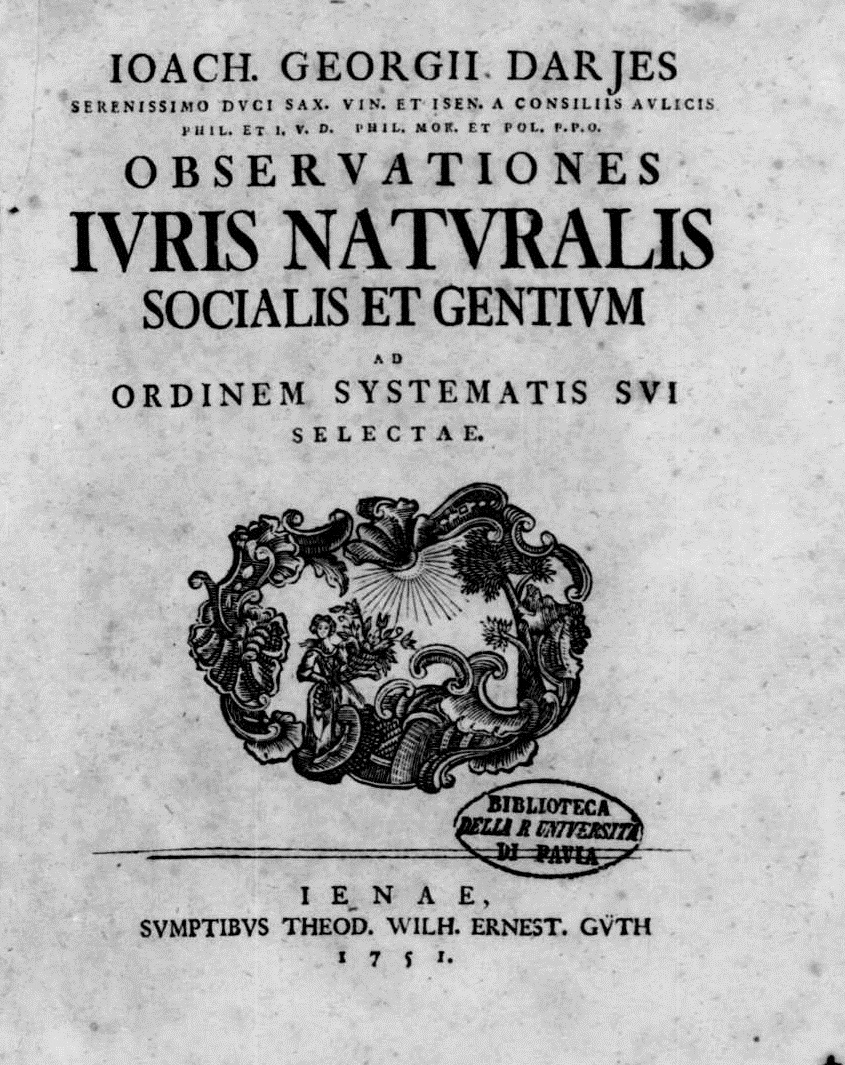
Observationes iuris naturalis socialis et gentium, 1751

- De pluralitate personarum in Deitate ex solis rationis principiis demonstrata. Jena 1734
- Die Lehrende Vernunft-Kunst: welche eine vernünftige Anweisung zur Verbesserung der Kräfte des Verstandes in Beurtheilung und Erfindung der Wahrheiten in sich enthält und aus der Natur der Seele in Mathemathischer Lehr-Art zur Grundlegung zu einer höheren Wissenschaft und zum Nutzen seiner Zuhörer aufgesetzet worden. Jena 1737; Nachdruck: G. Olms, 2000, ISBN 3-487-11185-3
- Institutiones jurisprudentiae universalis, in quibus omnia juris naturae socialis et gentium capita in usum auditorii sui methodo scientifica explanantur. Jena 1740
- Introductio in artem inveniendi seu Logicam theoretico-practicam, qua Analytica atque Dialectica proponuntur. Jena 1742
- Elementa Mataphysices Tomus prior, qui philosophicam primam, Ontologiam, Monadologam, Somatologiam atque Mechanologiam complectitur, et ad Philosophiam, inprimis de Animabus, Spiritibus, Deo, Mundo, atque civitate divina, cognitionem, viam sternit. Jena 1743
- Anmerkungen über einige Lehrsätze der Wolfischen Metaphysic. Verlegts Georg Michael Marggraf, Frankfurt und Leipzig 1748
- Philosophische Nebenstunden. Gollner, Jena 1749–1752
- Erste Gründe der philosophischen Sitten-Lehre auf Verlangen und zum Gebrauche seiner Zuhörer entworfen. Christian Heinrich Cuno, Jena 1750
- Jakob Wilhelm Blaufuß und Joachim Georg Darjes: Ihrem vornehmen Mitgliede ... Joachim Georg Darjes ... suchte bey Desselben hoch beglückten Vermählung mit .̤ Martha Friederika Reichardinn ... Die teutsche Gesellschaft in Jena in nachstehender Ode die Regungen der Freude und Hochachtung zu bezeugen. Fickelscherr, s. a., Jena
- Observationes iuris naturalis socialis et gentium. Band 1. Theodor Wilhelm Ernst Guth, Jena 1751 (Latein, beic.it).
  - Observationes iuris naturalis socialis et gentium. Band 2. Theodor Wilhelm Ernst Guth, Jena 1754 (Latein, beic.it).
- Christian Reichardt und Joachim Georg Darjes: Von vieljähriger Nutzung der Aecker ohne Brache und wiederholte Düngung: woher zugleich eine Anweisung die Korn- und Hülsen-Früchte, nebst dem Hanfe, Flachse und einigen Klee-Gewächsen, zu erbauen, gegeben, Mit Kupfern erläutert. Nonne, Erfurt 1754
- Erste Gründe der philosophischen Sitten-Lehre auf Verlangen und zum Gebräuche seiner Zuhörer entworfen. Christian Heinrich Cuno, Jena 1755
- Via ad veritatem. Commoda auditoribus methodo demonstrata. Jena 1755
- Erste Gründe der Cameral-Wissenschaften, darinnen die Haupt-Theile so wohl der Oeconomie als auch der Policey und besondern Cameral-Wissenschaft in ihrer natürlichen Verknüpfung zum Gebrauch seiner academischen Fürlesung entworfen v. Joachim Georg Darjes. verlegts Johann Adam Melchiors Wittwe, Jena 1756, Nachdruck: Scientia-Verlag, Aalen 1969, ISBN 3-511-00622-8.
- Entwurf einer Real-Schule zur Erziehung armer Kinder zum Nutzen der wirthschaftlichen Beschäftigungen. Marggraf, Jena 1761
- Joachim Georg Darjes und Johann Sebastian Pabst: Gründliche Anweisung zur Rechenkunst : darinnen nach einer ganz leichten und neuen Art vollständig und hinlänglich mit und ohne Brüche zu rechnen gezeiget wird, den Anfängern zum Besten. Christian Heinrich Cuno, Jena 1764
- Discours über Natur- und Völkerrecht. Jena 1762, Nachdruck: Keip, Goldbach 1999, ISBN 3-8051-0231-3
- Erste Gründe der gesamten Mathematik darinnen die Haupt-Theile sowohl der theoretischen als auch praktischen Mathematik in ihrer natürlichen Verknüpfung auf Verlangen und zum Gebrauch seiner Zuhörer entworfen. Christian Heinrich Cuno, Jena 1758
- Einleitung in des Freyherrn von Bielefeld Lehrbegriff der Staatsklugheit [mit Autobiographie], Verlegts Johann Wilhelm Hartung, Jena 1764
- Weg zur Wahrheit auf Verlangen übersetzt, mit Anmerkungen und Beyträgen begleitet. Frankfurth a. d. Oder 1776
- Das 44ste Geburts-Fest Sr. Königlichen Majestät Friedrich Wilhelms II. gefeiert den 25. Sept. 1787 in einer öffentl. Zusammenkunft von d. zum Nutzen d. Künste u. Wissenschaften allergnädigst bestätigten gelehrten Gesellsch. zu Frankfurt a.d. Oder: mit 1 Zuschrift von Joachim Georg Darjes. Oehmogcke, Cüstrin 1787